# Condiții la limită în mecanica fluidelor
În mecanica fluidelor numerică (MFN) condițiile la limită sunt setul de constrângeri pe frontieră ale problemei pentru care se caută o soluție. Aceste constrângeri sunt formate din condiții la limită la intrare, condiții la limită la ieșire, condiții la limită la pereți, condiții la limită de presiune constantă, condiții la limită privind simetria de rotație (domenii axial simetrice), condiții la limită privind simetria (domenii cu axe de simetrie) și condiții la limită periodice (domenii care se repetă).
Problemele care tratează fenomene tranzitorii necesită încă un tip de condiții la limită, și anume, condiții inițiale privind valorile variabilelor în nodurile din interiorul domeniului în care are loc curgerea în momentul inițial. În MFN sunt utilizate diferite tipuri de condiții la limită pentru diferite situații și scopuri, condiții prezentate în continuare.

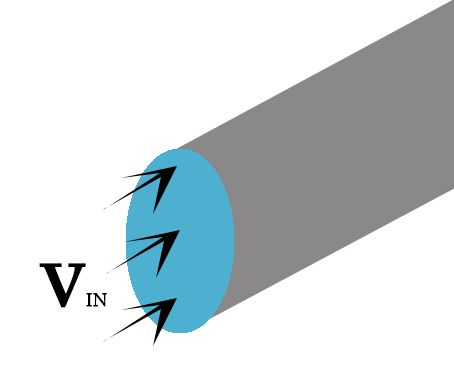
Câmpul de viteze la intrarea într-o țeavă

## Condiții la limită la intrare
Pe frontiera de intrare, drept condiții la limită trebuie specificată distribuția tuturor variabilelor privind debitul prin intrare, în principal câmpul de viteze. Acest tip de condiții la limită sunt comune și se specifică mai ales acolo unde este cunoscută viteza curgerii la intrare.

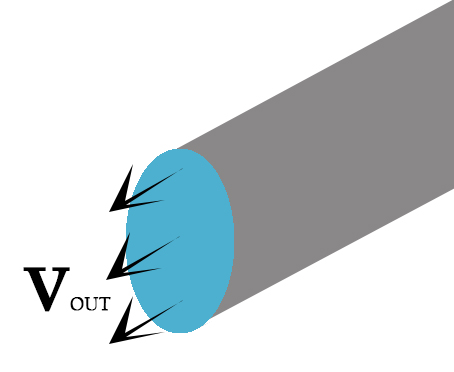
Câmpul de viteze la ieșirea dintr-o țeavă

## Condiții la limită la ieșire
Pe frontiera de ieșire, trebuie specificată distribuția tuturor variabilelor privind debitul prin ieșire, în principal câmpul de viteze, însă acesta trebuie să fie compatibil cu condițiile la limită la intrare. Dacă sunt cunoscute condițiile la limită la intrare, ieșirea poate fi declarată „liberă”, urmând ca valorile vitezelor să fie calculate automat. Similar, dacă sunt cunoscute condițiile la limită la ieșire, intrarea poate fi declarată „liberă”.
Atât pentru intrare, cât și pentru ieșire, dacă nu se cunoaște exact câmpul de viteze, se poate porni cu o viteză medie, determinată din debit. Dacă intrarea, respectiv ieșirea, sunt plasate departe de perturbațiile geometrice, curgerea atinge o stare echilibrată, în care nu are loc nicio schimbare în direcția curgerii, stare care poate fi considerată punctul de intrare, respectiv de ieșire al zonei calculate efectiv. Într-o astfel de regiune, suplimentară, cu excepția presiunii gradientul tuturor variabilelor ar putea fi zero în direcția curgerii. Cum presiunea nu este calculată direct, ci ulterior, din potențialul vitezei, nu apar dificultăți numerice.

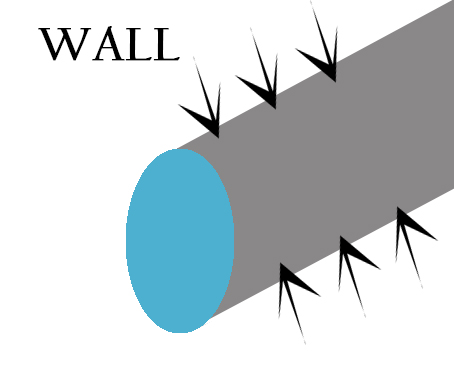
Condiție la limită la perete

## Condiții la limită la pereți
Cea mai obișnuită condiție la limită care apare în problemele de curgere prin domenii limitate spațial este cea de la peretele conductei. Această condiție constă în declararea componentei normale a vitezei ca fiind zero, iar componenta tangențială este egală cu viteza peretelui (tot zero dacă peretele stă). Aspectul poate fi neintuitiv, dar condiția a fost stabilită ferm atât teoretic, cât și prin experiment, după decenii de controverse și dezbateri.
{\displaystyle v_{\text{normala}}=0}
{\displaystyle v_{\text{tangentiala}}=v_{\text{perete}}}
Transmiterea căldurii prin perete poate fi specificată; dacă peretele este adiabatic, atunci căldura transmisă prin perete este declarată zero.

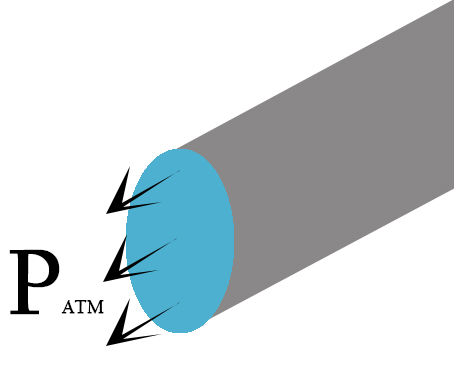
Condiție la limită de presiune constantă

{\displaystyle Q_{\text{perete adiabatic}}=0.}

## Condiții la limită de presiune constantă
Acest tip de condiție la limită este utilizat acolo unde valorile presiunii sunt cunoscute și detaliile exacte ale distribuției vitezelor sunt necunoscute. Aceasta apare în principal la condițiile de intrare și de ieșire. Exemplele tipice care utilizează această condiție la limită sunt curgeri determinate de flotabilitate, curgeri cu mai multe ieșiri, curgeri cu suprafață liberă și curgeri externe în jurul obiectelor. Un exemplu este când ieșirea este în atmosferă, la presiunea atmosferică.

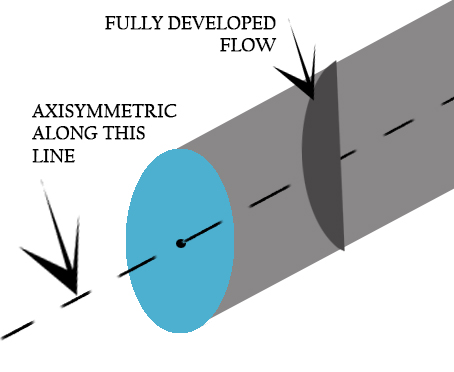
Condiție la limită pentru un domeniu cu simetrie axială

## Condiții la limită pentru domenii cu simetrie axială
Această condiție de limită se aplică dacă modelul are simetrie axială față de axa principală, astfel încât la un anumit r = R pentru orice z valorile tuturor variabilelor nu depind de θ. Un exemplu intuitiv este curgerea dintr-o țeavă rotundă unde axa curgerii și a țevii coincid.

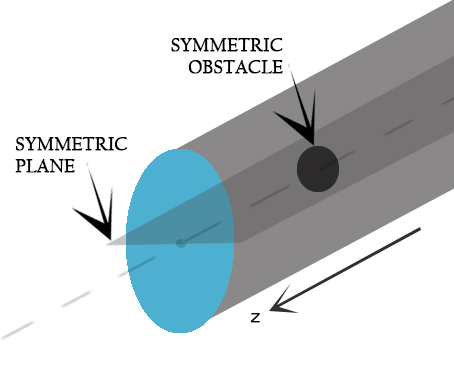
Condiție la limită pentru un domeniu cu un plan simetrie

{\displaystyle v_{r}(R,\theta ,Z)=const.}   (unde {\displaystyle r=R,\theta ,Z})

## Condiții la limită pentru domenii cu un plan simetrie
Această condiție de limită se aplică dacă pe cele două părți ale planului de simetrie există aceleași procese fizice. Toate variabilele au aceleași valori și aceiași gradienți la aceeași distanță de planul de simetrie. Acesta acționează ca o oglindă care reflectă întreaga distribuție din curgere către cealaltă parte. Condiția presupune că nu există niciun debit (masic sau volumic) sau alt flux scalar peste planul de simetrie.
Un exemplu intuitiv este curgerea peste un obstacol simetric. Obstacolul împarte curgerea în două părți, cea de deasupra și cea de dedesubt, în oglindă.

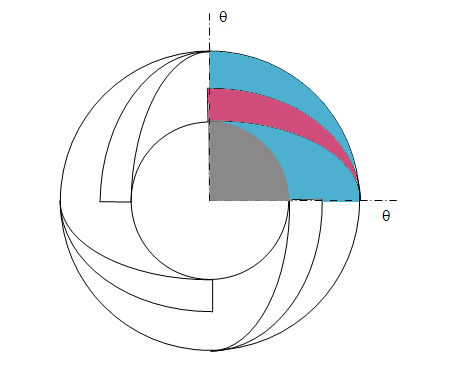
Un sfert care arată o curgere cu simetrie de rotație cu patru poziții

## Condiții la limită pentru domenii periodice
O condiție de limită periodică se aplică unui domeniu care are un model repetat al curgerii. Un exemplu intuitiv este paletajul unei pompe centrifuge. În figura alăturată zona marcată se repetă de patru ori în coordonate r-θ. Zonele cu simetrie ciclică ar trebui să aibă aceleași variabile de curgere și aceleași distribuții și ar trebui să le satisfacă în fiecare secțiune Z.